# Trenčianske Mitice
Trenčianske Mitice (in tedesco Trentschinermittitz, in ungherese Trencsénmitta) è un comune della Slovacchia facente parte del distretto di Trenčín, nella regione omonima.
È citata per la prima volta in un documento storico nel 1269 con il nome di Mitha. Il comune è sorto nel 1960 per l'unione di tre preesistenti municipalità: Rožňové Mitice, Zemianske Mitice e Kostolné Mitice. Le nobili famiglie dei Rozsnyó e dei Mittay/Mitický ebbero origine qui.